# Larmier (architecture)
Pour les articles homonymes, voir larmier.

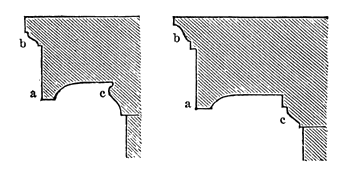
Profils de corniches à larmier.

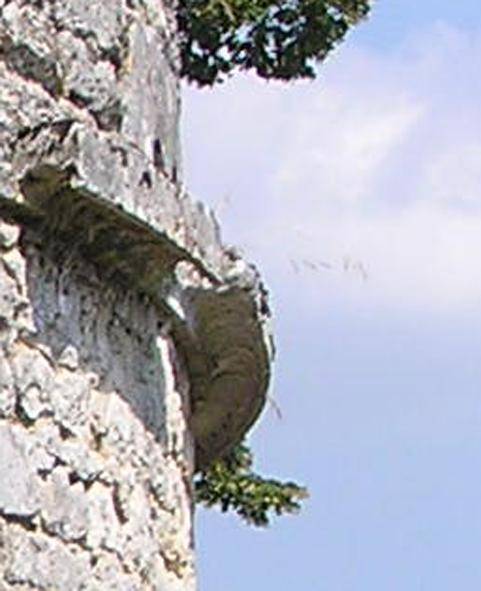
Larmier du pigeonnier de Richemont, XVIe siècle.

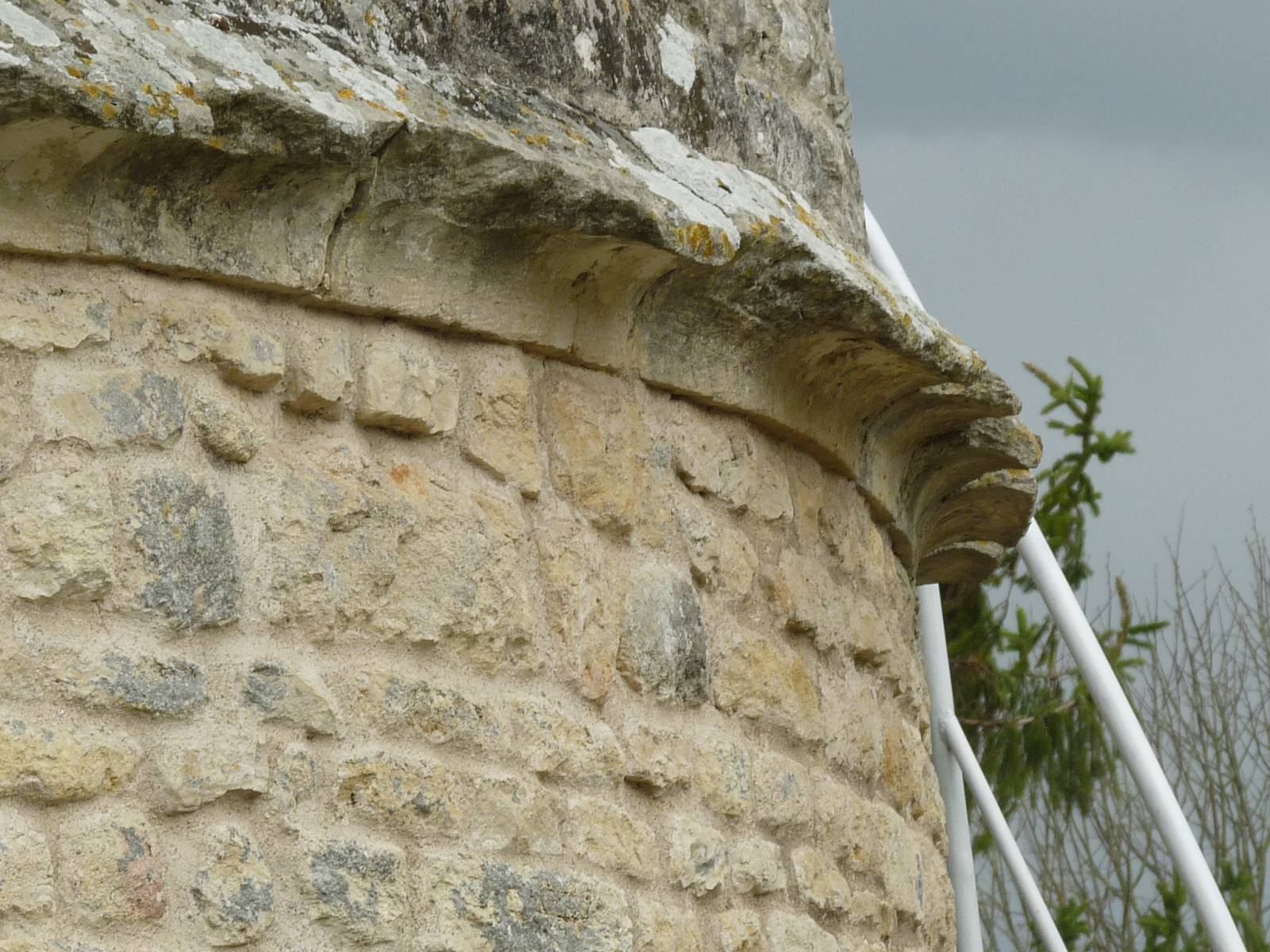
Larmier du pigeonnier du château de Neuvicq.

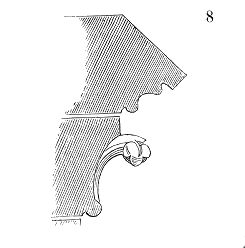
Bec de larmier.

Le larmier, également appelé coupe-larme, est la partie saillante transversale basse de la charpente d'une corniche, d'un bandeau ou d'un appui de fenêtre en façade, qui a pour fonction d'éloigner l'eau de ruissellement de la face du mur et donc d'éviter son infiltration. Pour ce faire, le plafond du larmier, ou « soffite », est ordinairement creusé en canal. Cette cannelure ou filet en creux est appelé « bec » ou « goutte d'eau » et forme la mouchette pendante.
La mouchette est donc le bord extérieur de ce canal. On appelle le plus communément mouchette le larmier-même — la mouchette est aussi l'espèce de filet pratiqué au bas du chaperon d'un mur de clôture.
Dans les entablements, quand la plate-bande est saillante, un canal est creusé par-dessous. Il porte le nom de « bec de larmier » quand il s'agit d'une simple cannelure.
L'outil du tailleur de pierre qui sert à réaliser le larmier d'un appui de fenêtre, par exemple, s’appelle aussi « larmier ».
Le larmier désigne aussi la partie basse d'une bavette de recouvrement d'étanchéité d'élément de construction.
D'autre-part, le larmier, encore nommé « radière », est un bandeau en saillie sur la façade des pigeonniers, destiné à interdire la montée des prédateurs (fouines, belettes, etc.).